# Spike (Buffy contre les vampires)
Pour les articles homonymes, voir Spike.
Spike est un personnage fictif créé par Joss Whedon pour les séries télévisées Buffy contre les vampires et Angel, interprété par James Marsters et doublé en version française par Serge Faliu. C'est un vampire, connu pour avoir éliminé deux Tueuses, qui apparaît dans la saison 2 de Buffy contre les vampires. Au départ conçu par les créateurs pour tenir le rôle du méchant le temps de quelques épisodes, son personnage plaît tellement au public que Joss Whedon décide de le garder et d'en faire un des personnages principaux de la série à partir de la saison 4. 
À partir de là, son personnage évolue, passant du rôle de méchant à celui d'antihéros. Il tombe amoureux de Buffy et récupère son âme pour lui prouver son amour avant de trouver une mort héroïque lors du dernier épisode de la série. Mais il est très vite ressuscité et devient l'un des personnages principaux de la dernière saison d'Angel. En 2007, Spike réapparaît dans la série de comics Angel: After the Fall dont il est l'un des personnages principaux, puis, en 2010, dans Buffy contre les vampires, Saison huit. En 2010, le magazine SFX le classe à la première place de son Top 50 des vampires au cinéma et à la télévision.

## Biographie fictive
Ce que l'on sait de la vie de Spike avant son arrivée à Sunnydale provient essentiellement de flashbacks, notamment dans les épisodes la Faille (saison 5 épisode 7) et Un lourd passé (saison 7 épisode 17) de Buffy contre les vampires ainsi que dans les épisodes Darla (saison 2 épisode 7), Destin (saison 5 épisode 8), Le Sous-marin (saison 5 épisode 13) et La Fille en question (saison 5 épisode 20) d'Angel.
En 1880, alors qu'il est un jeune homme de faible caractère, il mène à Londres une vie d'aristocrate et est connu sous le sobriquet de William le sanglant, qui lui a été donné par ses pairs en raison de la médiocrité de sa poésie (censée faire saigner des oreilles). Régulièrement humilié dans les salons mondains, il trouve son seul réconfort dans la compagnie de sa mère bien-aimée qui souffre de tuberculose et a l'habitude de lui chanter une comptine, Early One Morning, depuis son enfance. Même Cécile, la femme qu'il aime et pour qui il écrit ses poèmes, le méprise et rejette ses avances. Alors qu'il erre dans les rues à la suite de ce rejet, il est remarqué par Drusilla (Juliet Landau) qui, désireuse d'avoir un compagnon, le transforme en vampire. Amoureux de Drusilla mais conservant également, malgré la perte de son âme, tout son amour pour sa mère, William en fait alors à son tour une vampire pour éviter qu'elle ne meure de sa maladie et pour passer l'éternité avec elle. Mais une fois devenue vampire, la mère de William n'a plus aucun amour pour son fils, insinuant même qu'il désirerait des relations incestueuses entre eux. William, atterré de voir sa mère dans cet état, la tue en lui plantant un pieu dans le cœur.
Il rejoint donc le groupe composé de Drusilla, Darla (Julie Benz) et Angelus (David Boreanaz) et acquiert son surnom de Spike en torturant ses victimes avec des rivets de chemin de fer (spike en anglais). Il adopte alors un comportement de rebelle impulsif qui adore se battre et le frisson que procure le danger, ce qui lui vaut d'avoir des relations tendues avec Angelus, qui lui reproche de risquer de les faire tous tuer à cause de cela. Quand Angelus lui apprend l'existence de la Tueuse il devient obsédé par l'idée de la combattre. Les deux vampires s'opposent également en raison de l'amour qu'éprouve Spike pour Drusilla, qui continue de son côté à avoir des relations intimes avec Angelus. En 1894, à Rome, il est fait prisonnier avec Angelus par l'Immortel, un autre vampire, et tous deux sont torturés alors que, pendant ce temps, l'Immortel a une relation sexuelle avec Drusilla et Darla. En 1898, à la suite de la malédiction lancée sur Angelus par le patriarche d'une tribu de gitans, malédiction qui lui a rendu son âme, Spike gâche le plan de Darla de faire retirer le sort en tuant toute la famille du patriarche. En 1900, en Chine, durant la révolte des Boxers, il élimine sa première Tueuse, récoltant lors du combat une cicatrice au sourcil gauche. En 1943, il est capturé par les nazis, qui veulent faire des expériences sur les vampires, et amené à bord d'un sous-marin mais est délivré par Angel. En 1977, dans le métro de New York, il élimine Nikki Wood, sa deuxième Tueuse, et lui prend son manteau en cuir comme trophée.

## Apparitions
Le personnage de Spike apparaît en tout dans 96 épisodes de Buffy contre les vampires, figurant au générique de la série à partir de l'épisode Intrigues en sous-sol (saison 4 épisode 7) et apparaissant à partir de là dans tous les épisodes sauf Orphelines. Avant cela, il est apparu dans les épisodes Attaque à Sunnydale, Halloween, Mensonge, Kendra, partie 1, Kendra, partie 2, Innocence, partie 1, Innocence, partie 2, Un charme déroutant, la Boule de Thésulah, la Soirée de Sadie Hawkins, Acathla, partie 1 et Acathla, partie 2 de la saison 2, dans l'épisode Amours contrariés de la saison 3 ainsi que dans les épisodes Désillusions et Cœur de loup-garou de la saison 4.
Il apparaît également dans 24 épisodes d'Angel, figurant au générique de la série pour toute la saison 5 et apparaissant avant cela dans les épisodes la Pierre d'Amarra (saison 1, épisode 3) et Darla (saison 2, épisode 7). 

### Dans la sérieBuffy contre les vampires

#### Saison 2
Spike apparaît pour la première fois au début de la saison 2 (épisode Attaque à Sunnydale) où, à peine arrivé à Sunnydale avec Drusilla dans le but de restaurer la santé de cette dernière par la proximité de la Bouche de l'Enfer, il manque de peu de tuer Buffy (Sarah Michelle Gellar) et prend le commandement des vampires de la ville en éliminant le Juste des Justes. Par la suite, il essaie plusieurs fois de se débarrasser de la Tueuse mais sans succès tout en prenant soin de Drusilla. Il réussit à lui rendre ses forces en accomplissant un rituel qui mélange son sang avec celui d'Angel mais Buffy intervient et, lors du combat qui s'ensuit, Spike est écrasé par un orgue et reste paralysé (épisode Kendra). C'est alors Drusilla qui s'occupe de Spike, désormais cloué sur un fauteuil roulant. 
Quand Angel redevient Angelus en perdant son âme, Spike est au début ravi de retrouver son ancien mentor mais il devient vite furieux de voir Angelus flirter avec Drusilla et se moquer de son état. Ayant secrètement récupéré de sa blessure, il conclut une alliance temporaire avec Buffy : il l'aide à vaincre Angelus et, en échange, elle le laisse quitter Sunnydale avec Drusilla. Cependant, il laisse Buffy combattre Angelus seule tandis qu'il assomme une Drusilla réticente et disparaît (épisode Acathla).

#### Saison 3
Spike refait une brève apparition (le temps d'un épisode) dans la saison 3 (épisode Amours contrariés) où on le voit ayant sombré dans l'alcoolisme car Drusilla l'a abandonné. Il enlève Alex (Nicholas Brendon) et Willow (Alyson Hannigan) pour obliger celle-ci à lui fabriquer un philtre d'amour afin de récupérer Drusilla. Finalement, il se rend compte que pour la reconquérir, il doit redevenir le vampire qu'il était et indique à Buffy et Angel où ils pourront retrouver leurs amis, mais non sans leur avoir ouvert les yeux sur la nature de leur relation (ils ne pourront jamais être de simples amis).

#### Saison 4
Mais, dans la saison 4, c'est en compagnie d'Harmony (Mercedes McNab) que Spike revient à Sunnydale. Il est à la recherche du joyau d’Amarra, qui rend le vampire qui le porte invincible. Il le trouve mais Buffy contrecarre à nouveau ses plans en arrivant à le lui reprendre (épisode Désillusions). Il se fait alors capturer par un commando de l'Initiative (épisode Cœur de loup-garou) et est enfermé dans une cellule dont il parvient à s'enfuir dès l'épisode suivant. En essayant de mordre Willow, il s'aperçoit alors qu'il ne peut plus faire de mal aux humains. En effet, l'Initiative lui a implanté une puce dans la tête qui lui occasionne de terribles douleurs s'il essaie. 
Humilié par son état et traqué par l'Initiative, Spike tente de se suicider alors qu'il est hébergé chez Alex, et Willow, qui a pitié de lui, l'emmène avec eux pour éviter qu'il ne recommence. C'est là qu'il découvre qu'il peut frapper des démons sans ressentir les effets de la puce, trouvant ainsi un nouveau sens à sa vie (épisode La Fin du monde). Il s'installe dans une crypte et se met alors à rendre quelques services au Scooby-gang (souvent contre de l'argent) mais n'hésite pas à les trahir quand Adam vient le voir pour le rallier à son camp. Ils concluent tous deux un marché : Spike sépare Buffy de ses amis et, en échange, Adam lui retire sa puce. Après avoir initialement réussi à semer la discorde dans le Scooby-gang (épisode Facteur Yoko), Spike finit par échouer et Adam tente alors de le tuer. Dans l'avant-dernier épisode de la saison, il change une nouvelle fois d'allégeance et gagne la vie sauve en tuant un démon qui s'apprêtait à massacrer Willow, Alex et Giles (Anthony Stewart Head).

#### Saison 5
Dans la saison 5, Spike sort à nouveau avec Harmony durant un temps et, avec son aide, enlève un chirurgien pour se faire retirer sa puce. Mais il connait un nouvel échec et se rend compte après avoir fait un rêve érotique qu'il est amoureux de Buffy (épisode Quand Spike s'en mêle). Il intervient alors plus régulièrement dans la vie du Scooby-gang, leur fournissant son aide qu'ils en veuillent ou non. Quand Buffy vient le voir pour avoir des informations sur la façon dont il a éliminé deux Tueuses, il lui fait prendre conscience que chaque Tueuse est attirée par la mort (épisode La Faille). Il cause également de façon indirecte la rupture entre Buffy et Riley (Marc Blucas) en amenant la Tueuse dans un repaire de vampires où elle voit Riley en train de se faire volontairement sucer le sang par une vampire (épisode Par amour).
Il veille aussi plusieurs fois sur Dawn (Michelle Trachtenberg) et c'est ensemble qu'ils découvrent que Dawn est la Clé mystique que recherche la déesse Gloria (Clare Kramer) dans l'épisode La Clé. C'est d'ailleurs par Dawn que Buffy apprend que Spike est amoureux d'elle mais c'est à ce moment que Drusilla revient à Sunnydale. Ayant réussi à les attacher toutes les deux, Spike fait sa déclaration à Buffy en lui montrant qu'il est prêt à tuer Drusilla pour elle mais Buffy le rejette. À la suite de l'intervention d'Harmony, il libère Buffy, mais découvre qu'il n'est plus le bienvenu chez elle, alors que Drusilla sort définitivement de sa vie (épisode La Déclaration).  
Rejeté par tout le Scooby-gang, il demande à Warren Mears (Adam Busch) de lui construire un robot à l'image de Buffy qui soit programmé pour l'aimer (épisode Chagrin d'amour). Mais, quand le Buffy-Robot est prêt, Spike est enlevé par les sbires de Gloria qui le prennent pour la Clé. Réalisant immédiatement qu'il ne peut être la Clé, Gloria le torture pour le forcer à avouer ce qu'il sait mais il refuse de lui livrer la moindre information. Il est secouru in extremis par le Scooby-gang mais est très amoché et Buffy le récompense de sa loyauté inattendue par un baiser et en lui renouvelant sa confiance (épisode La Quête). Dès lors, et malgré les protestations régulières d'Alex et Giles, Buffy fait de Spike un membre à part entière du groupe et le réinvite chez elle. Il prouve à plusieurs reprises son utilité mais ne peut empêcher la mort de Buffy à la fin de la saison.

#### Saison 6
Au début de la saison 6, quelques mois après la mort de Buffy, Spike continue à se battre aux côtés du Scooby-gang et respecte la promesse qu'il a faite en prenant soin de Dawn dans le rôle du grand frère (épisode Chaos). À la suite de la résurrection de la Tueuse par Willow, il est le seul à qui Buffy avoue qu'elle n'était pas dans une dimension démoniaque mais au paradis car il la comprend mieux que le reste du groupe (épisode Résurrection). Tous les deux deviennent de plus en plus proches et, à la fin de l'épisode musical, alors que Spike vient de sauver Buffy de la combustion spontanée, ils s'embrassent fougueusement. 
Peu après, Spike s'aperçoit qu'il peut frapper Buffy sans ressentir les effets de la puce. Il lui explique qu'elle n'est pas revenue d'outre-tombe totalement humaine et tous deux se battent mais cette bagarre finit par se transformer en nuit d'amour passionnée (épisode Écarts de conduite). Une relation basée sur le sexe entremêlé de violence commence alors entre eux mais, malgré leurs ébats torrides, les deux amants sont insatisfaits. Spike, éperdument amoureux, voudrait que leur relation aille plus loin alors que Buffy a honte de ses sombres désirs et se pose beaucoup de questions. Finalement, la venue de Riley à Sunnydale pour une mission est le déclencheur qui pousse la Tueuse à mettre un terme à leur liaison (épisode La roue tourne). 
Après avoir tenté de rendre Buffy jalouse, Spike va voir Anya (Emma Caulfield), qui vient elle-même d'être abandonnée au pied de l'autel par Alex. Tous les deux se confient l'un à l'autre tout en s'enivrant et finissent par coucher ensemble. Mais le Scooby-gang surprend malencontreusement la scène et Alex, rendu furieux par cette vision, manque de le tuer. Par vengeance, Spike révèle au groupe qu'il a eu une liaison avec Buffy (épisode Entropie). Il vient ensuite voir Buffy pour renouer avec elle mais, emporté par sa passion, il ne se contrôle plus et essaie de la violer. Elle réussit cependant à se dégager, et Spike se rend compte alors de la gravité de son acte et quitte Sunnydale (épisode Rouge passion). Il part pour l'Afrique pour aller trouve un démon légendaire dans le but qu'il le fasse redevenir comme il était avant et, Spike ayant passé toutes les épreuves qui lui étaient imposées, le démon lui rend son âme dans ce qui constitue la scène finale de la saison (épisode Toute la peine du monde).

#### Saison 7
Au début de la saison 7, Spike est revenu à Sunnydale. Il habite dans les sous-sols du nouveau lycée de Sunnydale qui a été reconstruit, et il est tourmenté par son âme, se rappelant toutes les horreurs qu’il a faites dans sa vie de vampire. Ces remords, ainsi que les visions que lui impose la Force, l'ont rendu à moitié fou (épisode Rédemption). Très vite, Buffy s'aperçoit qu'il a récupéré son âme et vient le voir régulièrement. Spike, après avoir alterné phases de lucidité et de folie, commence à aller mieux mais la Force a trouvé un moyen de lui faire perdre le contrôle de ses actions par le moyen d'un stimulus (la comptine Early One Morning que lui chantait sa mère) qui le transforme en tueur sanguinaire. Il demande à Buffy de le tuer quand il s'en rend compte mais celle-ci refuse et choisit au contraire de l'aider (épisode Ça a commencé). Il est alors retenu volontairement chez Buffy mais la Force le fait enlever par ses serviteurs, les Bringers, et fait couler son sang au-dessus de la Bouche de l'Enfer pour en faire sortir un Turok-Han (épisode Le Sceau de Danzalthar).
Spike, désormais prisonnier, est soumis à de nombreuses tortures par la Force pour qu'il se rallie à son camp. Buffy réussit finalement à le délivrer (épisode Exercice de style) et, dès lors, il l'assiste dans l'entraînement des Tueuses Potentielles. Quand sa puce se dérègle, lui causant d'intenses souffrances et menaçant de le tuer, Buffy, qui a le choix entre la faire remettre en marche et la lui faire enlever, choisit de la lui faire retirer par l'intermédiaire des contacts militaires de Riley, au grand déplaisir de Giles qui se méfie de Spike (épisode Duel). Un peu plus tard, grâce à un rituel, le Scooby-gang découvre le stimulus utilisé par la Force. Le proviseur Robin Wood (D. B. Woodside), avec la complicité de Giles, se sert alors de ce stimulus pour tendre un piège à Spike afin de le tuer pour venger sa mère, la Tueuse Nikki Wood. Mais, au cours du combat qui les oppose, Spike arrive à se libérer de son conditionnement et inflige une correction au proviseur Wood (épisode Un lourd passé).
Après l'arrivée de Caleb (Nathan Fillion) à Sunnydale, Spike est envoyé par Giles enquêter sur ce prétendu prêtre dans un monastère où il a séjourné (épisode La Fronde). À son retour, il apprend que le groupe des Tueuses potentielles a décidé de ne plus accorder sa confiance à Buffy et a désigné Faith (Eliza Dushku) pour prendre les commandes. Écœuré par ce qu'il considère être une véritable trahison, Spike, après s'être battu avec Faith, part à la recherche de Buffy. Après l'avoir retrouvée, il lui fait reprendre confiance en elle et en sa mission. Cette nuit-là, Spike et Buffy se rapprochent à nouveau (épisode Contre-attaque). Lorsque Angel réapparaît pour donner une amulette mystique à Buffy, amulette devant être portée par quelqu'un ayant une âme sans toutefois être humain, Spike devine que c'est lui qui doit la porter. Au cours du combat qui oppose le Scooby-gang et les potentielles à l'armée de Turok-Han, l'amulette de Spike commence à le brûler. Il comprend alors que l'amulette va détruire la Bouche de l'Enfer mais en le consumant lui aussi dans ce processus. Buffy dit à Spike qu'elle l'aime. Celui-ci ne la croit pas mais la remercie pour cela avant de la faire partir. Il se sacrifie pour condamner définitivement la Bouche de l'Enfer (épisode La Fin des temps, partie 2).

### Dans la sérieAngel
Dans le premier épisode de la saison 5, Angel reçoit un colis et, quand il l'ouvre, l’amulette qu'il a apporté à Buffy en tombe et Spike apparaît alors (on apprend plus tard que c'est Lindsey McDonald (Christian Kane) qui a retrouvé l'amulette dans les ruines de Sunnydale et l'a envoyé à Angel). Spike n'a toutefois pas de forme matérielle et il prend alors plaisir à ennuyer Angel mais il se met quelquefois à disparaître dans une dimension démoniaque et craint de s'y retrouver définitivement. Il va donc demander l'aide de Fred (Amy Acker). Alors que Fred invente une machine permettant à Spike de retrouver sa forme corporelle, Spike se trouve obligé de détruire cette machine pour sauver la vie de Fred en se battant avec un autre fantôme, celui-là même qui voulait l'envoyer en enfer. Cependant, il commence à s’habituer à sa condition de fantôme, apprenant à se concentrer pour prendre des objets avec sa main ou se battre (épisode Au bord du gouffre).
Pourtant, grâce à un autre mystérieux paquet (encore envoyé par Lindsey McDonald), Spike finit par reprendre une forme solide (épisode Destin). Il célèbre l'événement en couchant avec Harmony puis lutte avec Angel pour boire dans la Coupe du tourment éternel, ce qui est censé décider lequel des deux est l'élu de la prophétie Shanshu. Spike finit par prendre le dessus sur Angel mais il s'avère que la coupe est un faux (tout cela faisant partie d'un plan orchestré par Lindsey McDonald pour semer le trouble). Il rencontre plus tard Lindsey qui, sous une fausse identité, prétend avoir des visions et essaie de le convaincre qu'il est l'élu pendant qu'Angel souffre d'hallucinations. Mais une fois de plus, ce plan finit par être déjoué par Spike et Angel (épisode Cauchemars). 
Très attristé par la disparition de Fred, qu'il appréciait beaucoup et dont le corps et l'esprit ont été absorbés par Illyria, Spike intègre définitivement l'équipe d'Angel (épisode Coquilles). Plus tard, Angel et lui doivent aller à Rome où se trouve également Buffy. Mais là, ils apprennent que Buffy est amoureuse de l’Immortel, un vampire avec qui ils ont un sérieux passif. Mais tous leurs efforts pour la voir sont déjoués par l'Immortel et ils prennent conscience qu’ils ne peuvent pas récupérer Buffy et doivent la laisser vivre sa vie (épisode La Fille en question). De retour à Los Angeles, Spike est le premier à soutenir Angel dans son plan visant à détruire le Cercle de l'Aiguille Noire et passe ce qu'il pense être sa dernière nuit à déclamer de la poésie dans un bar de motards, y obtenant un succès inattendu. Après avoir éliminé chaque membre de cette société, Angel, Gunn, Illyria et Spike se retrouvent pour combattre les démons envoyés par Wolfram & Hart dans la dernière scène de la série (épisode L'Ultime Combat).

### Dans les comics et les romans
Spike apparaît dans de nombreux comics et romans basés sur les séries télévisées Buffy et Angel. Spike & Dru est un comic coécrit par James Marsters et Christopher Golden et constitué de quatre histoires, la première se déroulant en 1933, la seconde alors que Spike et Drusilla sont en route pour Sunnydale, la troisième après l'épisode Acathla et la dernière racontant la fin de l'histoire d'amour entre les deux vampires alors qu'ils sont au Brésil. The Problem with Vampires, écrit par Drew Goddard, fait partie des comics Tales of the Vampires et narre les aventures de Spike et Drusilla à Prague. 
Trois romans ayant pour cadre le Buffyverse sont consacrés au personnage de Spike. Pretty Maids All in a Row, écrit en 2001 par Christopher Golden, se déroule en 1940 et Spike y élimine une autre Tueuse de vampires. Spark and Burn, écrit en 2005 par Diana G. Gallagher, retrace de nombreux épisodes de la vie de Spike, sous forme de flashbacks, alors que celui-ci vient de récupérer son âme. Et Blackout, écrit en 2006 par Keith R. A. DeCandido, dépeint l'affrontement entre Spike et Nikki Wood en 1977. 
Le comic Spike: Old Times, de Peter David, dépeint la première rencontre entre Spike et Halfrek et confirme que celle-ci et Cécile sont bien la même personne. Spike vs. Dracula, également de Peter David, est une série de cinq comics publiés en 2006 et retraçant la rivalité entre ces deux vampires. Spike: Old Wounds, écrit par Scott Tipton en 2006, est un comic dont l'histoire se déroule pendant la saison 5 d'Angel et comportant des flashbacks se passant en 1947. Scott Tipton est également l'auteur du comic Spike: Lost and Found, qui retrace l'histoire de la pierre d'Amarra. Brian Lynch a écrit une série de cinq comics, Spike: Asylum, réunis en un seul volume en 2007, qui se déroulent dans une institution de soins pour démons, ainsi que Spike: Shadow Puppets, série de quatre comics où Spike et Lorne combattent des marionnettes maléfiques. 
Dans Angel: After the Fall, la continuation canonique de la série Angel, Spike apparaît à partir du second numéro en tant que seigneur démon de Beverly Hills, avec Illyria, couverture qui leur sert en fait à sauver le plus d'humains qu'il leur est possible. Il lutte ensuite aux côtés d'Angel et, quand les Associés principaux finissent par annuler leur sortilège ayant envoyé Los Angeles aux enfers, il réintègre plus ou moins l'équipe d'Angel, tout en gardant une certaine autonomie. En 2010, Spike apparaît à la fin de l'arc narratif Crépuscule de Buffy contre les vampires, Saison huit ainsi que dans la Dernière Lueur, qui clôt la série. Il est également le personnage principal de la série de comics Spike, comportant huit numéros et toujours écrite par Brian Lynch, série chargée de faire le lien entre Angel: After the Fall et Buffy contre les vampires, Saison huit et dont l'action se déroule à Las Vegas. Une autre mini-série de comics, Spike: A Dark Place, comportant cinq numéros, lui est consacrée en 2012, et il continue à faire partie des personnages récurrents de la série de comics principale de la neuvième saison à la douzième et dernière.

## Concept et création
Ses cheveux décolorés en blond platine et le long manteau de cuir qu'il porte sont les deux principaux signes distinctifs de Spike. Selon Marti Noxon, les auteurs de la série ont donné au couple Spike-Drusilla un look et une attitude caractéristiques de rebelles, proches du mouvement punk, en s'inspirant de Sid Vicious et de Nancy Spungen et dans le but de créer un contraste avec la religiosité affichée par le Maître et ses fidèles lors de la première saison. La teinte de cheveux adoptée par Spike (alors que sa couleur naturelle est châtain, comme on le voit dans différents flashbacks) ainsi que sa coiffure lui donne un air de Billy Idol, Spike prétendant d'ailleurs, on apprend ce détail dans l'épisode Ça a commencé, que c'est le chanteur qui lui a « volé » son look (le vrai prénom de Billy Idol est d'ailleurs William, tout comme le vrai prénom de Spike). Spike a également une cicatrice au sourcil gauche qu'il a reçu en combattant la première Tueuse qu'il a éliminée. 
Outre son manteau de cuir qu'il a pris comme trophée sur le corps de Nikki Wood en 1977, sa tenue habituelle comprend souvent une chemise rouge, une paire de jeans délavés noire et des bottes. Il abandonne cette tenue quand il récupère son âme au profit d'un look plus classique mais il se réapproprie son manteau quand il a besoin de retrouver ses instincts de guerrier. Pour Donna Lowe, « en revêtant le manteau de la Tueuse, il assimile et embrasse le pouvoir féminin qu'il symbolise ».
Quand James Marsters est contacté pour auditionner, il n'est pas convaincu en raison du titre de la série mais change d'avis en regardant un épisode. La directrice du casting lui fait passer des tests avec l'accent anglais mais aussi avec celui du Sud des États-Unis, puis lui fait jouer une scène avec Juliet Landau, qui vient d'être choisie pour le rôle de Drusilla, et l'alchimie entre les deux interprètes est immédiate, ce qui lui fait obtenir le rôle. Le personnage doit à l'origine être tué au cours de la deuxième saison mais les réactions favorables des téléspectateurs à son égard font changer Joss Whedon d'avis. Lorsque le personnage de Cordelia Chase quitte Buffy contre les vampires pour rejoindre la série dérivée Angel, à la fin de la troisième saison, James Marsters est recontacté pour jouer à nouveau Spike, cette fois-ci en tant que l'un des personnages principaux, afin de combler le vide laissé par ce départ et d'apporter un genre d'humour moqueur similaire à celui de Cordelia.

## Caractérisation

### Personnalité
Spike est un vampire atypique dans le sens où, même quand il était dépourvu d'âme, il montre plus de sentiments humains qu'aucun autre vampire de la série. Il a d'ailleurs une personnalité assez semblable, en dehors bien entendu de sa nature démoniaque, qu'il ait ou non une âme. Selon les propres termes employés par David Fury, « Spike est une anomalie chez les vampires. Il est plus humain que la plupart d'entre eux ». Bien sûr, il a commis durant sa vie de vampire de nombreuses atrocités mais, à la différence d'Angelus par exemple, il ne commet pas ces actes dans le but de répandre le mal mais par attrait pour la violence. D'ailleurs, si Spike rejoint la lutte contre le mal aux côtés du Scooby-gang, c'est d'abord pour avoir l'occasion de se battre, puisque sa puce l'empêche de faire du mal aux êtres humains et qu'il se trouve donc forcé de se rabattre sur les démons et les vampires, ce qu'il fait sans déplaisir. Cet attrait pour la violence est l'une de ses principales caractéristiques. Quand il était humain, William était un jeune homme faible et constamment rejeté et, selon Caroline Herman, le personnage de Spike qu'il s'est créé, rebelle et violent, est « une surcompensation masculine en réaction à ce rejet ». Rhonda Wilcox estime elle aussi que le personnage très masculinisé de Spike est une réaction au poète efféminé qu'il était, le nom qu'il s'est d'ailleurs choisi étant d'ailleurs « clairement phallique » (Spike signifiant en anglais une pointe ou un gros clou).
À l'inverse de cette violence marquée, Spike sait faire preuve de beaucoup d'amour, d'abord pour Drusilla puis pour Buffy, sa dévotion envers les femmes qu'il aime étant sans doute son principal trait de caractère. Cet amour, qui peut tourner jusqu'à l'obsession, est unique parmi les représentants de son espèce. Dans son essai, Gregory Sakal souligne qu'il « montre un amour désintéressé qu'il manifeste par sa constante volonté à mettre les besoins de Drusilla au-dessus des siens ». Il démontre également un sens aigu de la loyauté en préférant endurer la torture plutôt que de dévoiler la véritable identité de Dawn dans l'épisode La Quête et en respectant les promesses qu'il fait (celle de quitter Sunnydale dans l'épisode Acathla, celle de s'occuper de Dawn dans l'épisode Chaos). Il est également resté attaché à son pays d'origine, l'Angleterre, et fait preuve à l'occasion de patriotisme (comme dans l'épisode le Sous-marin où on le voit brûler des documents secrets des nazis tout en chantant God Save the King).
Bien que manquant de patience, ce qui est l'un de ses principaux défauts (dans l'épisode Attaque à Sunnydale, il se montre incapable d'attendre la nuit la plus propice pour attaquer Buffy), Spike est quelqu'un d'intelligent. On a notamment la preuve, à plusieurs reprises, que c'est un fin psychologue qui sait parfaitement analyser les relations humaines. Ainsi, il se montre capable de dresser les membres du Scooby-gang les uns contre les autres dans Facteur Yoko, il est le seul à voir que Willow est au bord du gouffre dans le Mariage de Buffy, il analyse finement la nature de la relation entre Buffy et Angel, alors qu'eux-mêmes se voilent la face, dans Amours contrariés, il sait trouver les mots qu'il faut pour remonter le moral de Buffy dans Contre-attaque. Spike possède aussi un sens de l'humour très cynique et sarcastique et fait preuve de beaucoup d'intérêt pour la culture populaire, faisant de nombreuses références à des chansons, des films ou des séries télévisées tout au long de la série. Par ailleurs, il apprécie la nourriture et l'alcool, marquant une préférence pour les friandises et le whisky, et s'intéresse à la cuisine (on le voit avoir une discussion au sujet des fleurs de courgettes avec Andrew dans l'épisode la Fronde).
Pour Gregory Stevenson, dans Televised Morality, la rédemption est au cœur du parcours de Spike en tant que personnage. Antagoniste principal de Buffy au début de la saison 2, son évolution suit celle de ses rapports avec la Tueuse et la ligne de démarcation entre le monstre et l'être humain qu'il y a en lui devient de plus en plus difficile à discerner. Son amour pour Buffy lui fait accomplir, malgré ses instincts, des actes d'héroïsme désintéressés et, quand Buffy décide de rompre avec lui dans l'épisode La roue tourne, elle utilise délibérément son prénom humain, William, en signe de reconnaissance de son humanité. Mais Spike prouve peu après qu'il est encore un monstre en tentant de la violer dans l'épisode Rouge passion et son geste est d'autant plus choquant pour le téléspectateur qu'il est inattendu après les signes de relative noblesse qu'il a manifesté depuis la saison 4. Il demeure un être maléfique incapable de reconnaître la signification de l'amour. Et c'est seulement après avoir récupéré son âme que Spike peut achever son parcours, le désir de posséder Buffy ayant été remplacé par celui d'être vu par elle comme l'homme digne de confiance qu'il est capable d'être. Dans l'épisode Démons intérieurs, l'étreinte (fumante) d'une croix chrétienne par Spike reflète son désir de se racheter et est une reconnaissance de ce symbole comme un symbole d'amour. Buffy finit par donner à Spike sa pleine confiance dans l'épisode Contre-attaque, la chaste nuit qu'ils passent ensemble contrastant avec leur liaison d'ordre purement sexuel de la saison 6 et démontrant que Spike a désormais saisi l'essence de l'amour. La rédemption de Spike est achevée par son sacrifice, l'acte suprême d'amour qui consiste à donner sa vie pour celle de quelqu'un d'autre. Il est devenu le champion que Buffy a vu en lui.

### Relations avec les autres personnages
- Avec Buffy : ennemis mortels dans la saison 2, ils ne cachent pas leur dégoût l'un pour l'autre jusqu'à la saison 5. Cependant, James Marsters affirme qu'il y a eu un rapport de séduction entre eux deux depuis la première scène où ils se voient, quand Spike observe Buffy en train de danser au Bronze[1]. Spike se rend réellement compte qu'il est tombé amoureux d'elle au début de la saison 5 et leurs relations prennent vraiment un nouveau tour à partir de l'épisode La Quête quand il prouve à Buffy qu'il est digne de sa confiance. Après la résurrection de Buffy, ils commencent à avoir des relations sexuelles (de l'épisode Écarts de conduite à La roue tourne) mais c'est un désir malsain proche du sado-masochisme même si Spike aime sincèrement Buffy. Pour David Fury, « leur relation est destructrice, passionnée, fougueuse et certainement douloureuse. Spike est le miroir de Buffy et est plus proche d'elle que la plupart des personnages. Il touche son côté obscur car il sait ce qu'être différent veut dire »[75]. Plus tard, après avoir tenté de la violer et avoir réalisé la gravité de son geste, il part récupérer son âme pour « lui donner ce qu'elle mérite » (épisode Rouge passion). Lors de l'ultime saison, ils accèdent ainsi à un nouveau stade de leur relation : une profonde affection mutuelle accompagnée d'une confiance absolue l'un dans l'autre car Spike sait enfin toucher le cœur de Buffy. Selon Gregory Sakal, « Buffy est un idéal féminin qu'il [Spike] vénère mais dont il n'est pas digne. C'est cet amour qui le fait avancer sur la voie de la rédemption »[70].

- Avec Angel : les deux vampires ont toujours eu des relations difficiles. Angel a été le mentor vampirique de Spike mais ils ont des caractères totalement opposés et ne manquent jamais une occasion de se moquer l'un de l'autre, voire de se battre. Une grande partie de leur antagonisme vient de leur rivalité pour le cœur de Buffy mais surtout du fait qu'Angel a continué d'avoir des relations sexuelles avec Drusilla alors même qu'elle et Spike formaient déjà un couple (comme Spike l'affirme à Angel dans l'épisode Destin). Selon Doug Petrie, « Spike représente la classe ouvrière tandis qu'Angel représente l'élite, l'aristocratie »[76]. Néanmoins, leurs relations commencent à s'apaiser dans la seconde moitié de la dernière saison d'Angel, à la suite de l'agonie puis de la mort de Winifred Burkle, Joss Whedon disant d'ailleurs à ce sujet que l'un de ses plus grands regrets est de n'avoir pas pu développer leur relation en raison de l'arrêt de la série[77].

- Avec Drusilla : le couple Spike/Drusilla est un exemple unique dans le milieu vampirique car ils sont restés attachés par une passion commune l'un pour l'autre durant plus d'un siècle. Pour James Marsters, « leur vie est très romantique et leur vie sexuelle est sans doute un peu tordue »[62]. Néanmoins, leurs liens finissent par se distendre après la « trahison » de Spike envers Angelus et Drusilla dans l'épisode Acathla et Drusilla rompt peu après avec lui car ses visions lui ont permis de voir l'obsession de Spike pour Buffy avant que Spike lui-même ne s'en rende compte. Par la suite, lors de l'épisode la Déclaration, Drusilla essaie de récupérer Spike mais en vain car il est à ce moment-là désespérément amoureux de la Tueuse et elle sort définitivement de sa vie.

- Avec Alex : il y a toujours eu une forte antipathie réciproque entre Spike et Alex. Ils se sont battus plusieurs fois et ne manquent jamais une occasion de s'insulter mais, paradoxalement, Alex héberge deux fois Spike chez lui (dans la saison 4 puis dans la saison 7) et tous les deux ont été souvent amenés à faire équipe lors de diverses missions. C'est d'ailleurs Spike qui sauve Alex des mains de Caleb dans l'épisode l'Armée des ombres. Tous les deux font passer leur mission avant leur inimitié. Dans les comics de la série, lors de la saison 9, les deux hommes commencent à se rapprocher lorsqu'Alex demande à Spike de l'aider à reconquérir Dawn.

- Avec Willow : la gentillesse naturelle de Willow l'a d'abord amenée à être la confidente de Spike à deux reprises. Tout d'abord dans l'épisode Amours contrariés où il va jusqu'à pleurer sur son épaule, puis dans Intrigues en sous-sol, dans une scène, où il se révèle incapable de la mordre à cause de sa puce, qui est une métaphore de l'impuissance. Leurs rapports sont dès lors plutôt amicaux, Willow n'hésitant pas à défendre sa cause à plusieurs reprises et Spike éprouvant un grand respect pour ses pouvoirs de sorcière.

- Avec Giles : Giles voit avant tout Spike comme une arme utile pour combattre les démons mais ne lui accorde jamais sa confiance, même si leurs origines anglaises communes les rapprochent occasionnellement (comme dans l'épisode Tabula rasa où, ayant perdu la mémoire, ils se prennent réciproquement pour le père et le fils de l'autre).

- Avec Anya : Spike et Anya se sont très vite sentis proches par leurs passés d'anciennes créatures démoniaques (comme on le voit dans l'épisode la Maison hantée) ce qui, ajouté au côté sarcastique qu'ils ont en commun, les conduit à leur brève aventure d'une nuit dans l'épisode Entropie. Par la suite, dans la dernière saison, ils continuent à avoir de bonnes relations, conservant une certaine attirance l'un pour l'autre (on les voit plus ou moins flirter à quelques reprises et faire une sortie ensemble dans l'épisode Retour aux sources).

- Avec Dawn : Spike veille souvent sur Dawn au cours des saisons 5 et 6, jouant avec elle le rôle d'un grand frère protecteur (on le voit notamment dans les épisodes la Clé, Pour toujours et Chaos) alors que Dawn a quant à elle un béguin d'adolescente pour le vampire. Mais Dawn ne pardonne pas à Spike sa tentative de viol sur Buffy, ce qui affecte leurs relations dans la saison 7.

- Avec Fred : Fred est le membre d'Angel Investigations pour qui Spike a le plus d'estime et d'affection alors que Fred, de son côté, est la seule de l'équipe à s'occuper de Spike, consacrant beaucoup de temps à des recherches pour lui rendre son corps. Dans l'épisode Au bord du gouffre, Spike renonce à l'occasion de retrouver son corps pour sauver la vie de Fred et, plus tard, il est très affecté par sa disparition, restant dans l'équipe d'Angel en son honneur et avouant avoir eu un amour platonique pour elle (épisode Coquilles).

- Avec Harmony : Harmony et Spike ont une relation sentimentale épisodique et basée essentiellement sur le sexe durant les saisons 4 et 5 de Buffy contre les vampires. Alors qu'Harmony est sincèrement attachée à Spike, celui-ci se moque de ses sentiments et la traite mal, s'en servant comme simple objet sexuel. Harmony est en quelque sorte la revanche de Spike sur les femmes, lui qui a été toujours rejeté par les femmes qu'il aimait[1]. Dans la dernière saison d'Angel, Spike continue à ignorer Harmony la plupart du temps même s'il couche une fois avec elle pour célébrer le fait qu'il a à nouveau un corps (épisode Destin).

- Avec Andrew : Andrew a une certaine attirance physique pour Spike (comme on le remarque dans l'épisode Entropie alors qu'il l'observe faire l'amour avec Anya) et est très heureux de voir qu'il a été ramené à la vie dans la dernière saison d'Angel, lui avouant qu'il a dû suivre une thérapie pour oublier le choc que lui avait causé sa mort (épisode Folle). Spike, de son côté, semble souvent exaspéré par Andrew mais il lui témoigne quand même, d'une manière un peu rude, une certaine amitié.

- Avec Joyce : contre toute attente, Spike et la mère de Buffy ont toujours eu d'excellentes relations. Dans l'épisode Amours contrariées, Joyce offre à Spike une oreille compatissante quand il lui raconte sa rupture avec Drusilla et le vampire lui en témoigne par la suite de la reconnaissance. On les voit discuter aimablement à plusieurs reprises lors de la saison 5 et Spike vient déposer anonymement un bouquet de fleurs pour lui rendre hommage après sa mort (épisode Pour toujours). Pour Kristine Sutherland, interprète de Joyce, il y a une alchimie particulière entre ces deux personnages[62].